# 転用語法
転用語法（てんようごほう、Enallage）とは、ある文法的な形式を他の（おそらく不正確な）形式へ転用させる修辞技法のこと.。語源はギリシャ語の εναλλαγή, enallage（交換）。

## 複数化
転用語法は文の主題を強調するために詩的に用いることができる。その方法はいくつもあり、たとえば、代名詞の数は、集団の部分としての個人の責任を強調するために転用することができる。『出エジプト記』の中で、神がモーセを通してイスラエルの民に話しかける場面で、「彼ら」と言及するところに「あなたたち」という複数形が使われている。
- Ye have seen what I did unto the Egyptians…（あなたたちは私がエジプトにしたことを見た……）（19.4）

しかし、モーセの十戒で、モーセはイスラエルの民に対して「あなたたち」を単数形の「あなた」に転用して語る。
- Thou shalt not kill. Thou shalt not commit adultery. Thou shalt not steal.（あなたは殺してはならない。あなたは姦淫してはならない。あなたは盗んではならない）（20.13-15）

これはイスラエルの民の個人個人の責任を強調するためになされたものである。

## 人称
転用語法は語り手のメッセージをより力強く聞き手に伝えることにも用いられる。ふたたび聖書から例を挙げるが、『雅歌』で女性の語り手が恋人に対して次のようなことを言う（1.2）。
- Let him kiss me with the kisses of his mouth…（彼に彼の口の口吻と一緒に私に口吻させて……）

三人称の「彼」で恋人に語りかけた後、この女性は二人称の「そなた」に転用する。
- for thy love is better than wine（そなたの愛がワインよりいいから）

これはより強く恋人を引きつけるのに役立つ。

## 態
能動態から受動態への転用もある。
- I hit Jim.（私はジムをぶった）
- Jim was hit by me.（ジムは私にぶたれた）

「私はジムをぶった」の方が、「ジムは私にぶたれた」よりも直接的で切れ味鋭く、さらにより強い責任を意味する。

## 不正確な文法
転用語法には、その効果を出すために文に不正確な文法を与える使い方もある。
- Is there not wars? Is there not employment?（戦争がない? 仕事がない?） - ウィリアム・シェイクスピア『ヘンリー四世 第2部』1.2

通常なら「Is there not war? Is there not employment?」となるところが、パラレルな構造にするために、シェイクスピアは「war」を複数形の「wars」に転用している。
- The idols are broke in the temple of Baal.（バアル神殿で偶像が壊された） - ジョージ・ゴードン・バイロン

通常なら「break」の過去分詞「broken」が使われるところにバイロンは過去時制の「broke」を使っている。